# Oligomerus delicatulus
Oligomerus delicatulus är en skalbaggsart som först beskrevs av Henry Clinton Fall 1920.  Oligomerus delicatulus ingår i släktet Oligomerus och familjen trägnagare. Artens utbredningsområde är Nordamerika. Inga underarter finns listade i Catalogue of Life.